# جاك برادفورد
جاك برادفورد (بالإنجليزية: Jack Bradford)‏ (9 أبريل 1895 في المملكة المتحدة - 1 يناير 1969) هو لاعب كرة قدم بريطاني (وحمل سابقاً جنسية المملكة المتحدة لبريطانيا العظمى وأيرلندا) في مركز الدفاع. لعب مع غريمسبي تاون ونادي بورنموث ووولفرهامبتون واندررز.